# Якубек Карел Михайлович
Карел Михайлович Якубек (10 грудня 1923, Ужгород — 18 грудня 2008, Луцьк) — український живописець; член Волинської організації Спілки радянських художників України з 1964 року.

## Біографія
Народився 10 грудня 1923 року в місті Ужгороді (нині Закарпатська область, Україна). Протягом 1943—1944 років навчався у художній школі румунського міста Бая-Маре. У 1944 році мобілізований у робітничий батальйон до Німеччини. Потрапивши в полон опинився у Франції. 1945 року повернувся до Ужгорода, де протягом 1945—1946 років навчався в Ужгородському художньо-промисловому училищі, був учнем Йосипа Бокшая, Адальберта Ерделі, Еміліана Грабовського.
З 1964 року мешкав і працював у Луцьку. У 1964—1968 роках очолював Волинську секцію Спілки радянських художників України та одночасно обіймав посаду головного художника Луцького відділення Художнього фонду УРСР. Мешкав у Луцьку в будинку на вулиці Лесі Українки, № 24а, квартира № 5. Помер 18 грудня 2008 року в Луцьку, де і похований.

## Творчість
Працював у галузі станкового живопису, створював пейзажі, портрети, натюрморти, композиції. Серед робіт:
- «Перший сніг. Таламаш» (1958);
- «Околиці Стовного» (1959)[3];
- «Циннії» (1959)[1];
- «Сутінки» (1962)[3];
- «Індустрія в Карпатах» (1963);
- «Карпати» (1969)[1];
- «Портрет О. Шапова» (1982)[3].

Брав участь у республіканських, регіональних та міжнародних художніх виставках з 1958 року. Персональні виставки відбулися у Москві у 1969 році, у Любліні та Луцьку у 1999 році. 
Твори художника зберігаються в музеях та приватних колекціях України, Росії, США, Канади, Німеччини, Польщі, Угорщини.

## Відзнаки
- Заслужений художник України з 1998 року[4];
- Волинська мистецька премія імені Йова Кондзелевича за 2004 рік[1];
- Орден «За заслуги» III ступеня (2006)[5].